# Közép-amerikai macskanyérc
A közép-amerikai macskanyérc (Bassariscus sumichrasti) az emlősök (Mammalia) osztályának ragadozók (Carnivora) rendjébe, ezen belül a mosómedvefélék (Procyonidae) családjába tartozó faj.
Spanyol és angol nyelvterületeken használt nevei (cacomixtle, cacomistle) a navatl nyelvű, félmacska jelentésű tlahcomiztli szóból származnak.

## Előfordulása
A közép-amerikai macskanyérc Mexikó déli részétől Panama nyugati területéig található meg. Az állományai a következő országokban fordulnak elő: Belize, Costa Rica, Salvador, Guatemala, Honduras, Mexikó, Nicaragua, Panama. Akár 2000 méteres tengerszint feletti magasságba is felhatol.

## Alfajai
- Bassariscus sumichrasti latrans (Davis & Lukens, 1958)
- Bassariscus sumichrasti notinus Thomas, 1903
- Bassariscus sumichrasti oaxacensis (Goodwin, 1956)
- Bassariscus sumichrasti sumichrasti (Saussure, 1860)
- Bassariscus sumichrasti variabilis (Peters, 1874)

## Megjelenése
A fej-testhossza 38-47 centiméter, farokhossza 39-53 centiméter és testtömege 1-1,5 kilogramm. A hím valamivel hosszabb, mint a nőstény. A bundája sötétbarna vagy szürke; farkán fekete-fehér gyűrűzöttség látható, a farkvég azonban csak fekete. Ennek az állatnak 40 darab foga van; a fogképlete a következő: {\displaystyle {\tfrac {3.1.4.2}{3.1.4.2}}}.

## Életmódja
Mindenféle trópusi erdőben jól érzi magát, úgy a nedvesben, mint a szárazabban is. Általában magányos és körülbelül 20 hektáros területre tart igényt. A lombkorona között él és vadászik. Tápláléka rovarok, békák, gyíkok és rágcsálók; étrendjét növényi eredetű táplálékkal egészíti ki.

## Szaporodása
A vemhesség körülbelül 2 hónapig tart, ennek végén csak egy kölyök jön világra. Három hónaposan kerül sor az elválasztásra, azonban ezután a kölyök még egy kis ideig az anyjával marad.

## Rokon fajok
Ennek az állatnak a legközelebbi rokona és a Bassariscus emlősnem másik élő faja, az észak-amerikai macskanyérc (Bassariscus astutus); a két állat Mexikó déli felében találkozhat.

## Háziasítása
A közép-amerikai macskanyérc nem háziállat, de szokták néha házi kedvencként tartani.

### Fordítás
- Ez a szócikk részben vagy egészben  a   Cacomistle című angol Wikipédia-szócikk ezen változatának fordításán alapul.  Az eredeti cikk szerkesztőit annak laptörténete sorolja fel. Ez a jelzés csupán a megfogalmazás eredetét és a szerzői jogokat jelzi, nem szolgál a cikkben szereplő információk forrásmegjelöléseként.